# Massacre de Hama
La massacre de Hama (en àrab: مجزرة حماة) va tenir lloc entre el 2 i el 28 de febrer de 1982 quan l'exèrcit sirià, sota les ordres del president de Síria Hafez al-Àssad va dur a terme una política de terra cremada contra la ciutat de Hama, per tal de sufocar una revolta de la comunitat sunnita contra el règim d'al-Àssad. La massacre va ser conduïda personalment pel germà menor del president, Rifaat al-Àssad, el qual, amb eficàcia, va posar fi a la rebel·lió iniciada el 1976 per grups islàmics, entre ells els Germans Musulmans.
Els primers informes diplomàtics dels països occidentals van afirmar que havien estat assassinades unes 1.000 persones. Estimacions posteriors eleven el nombre de ciutadans sirians assassinats a uns 10.000, encara que la majoria parlen de 20.000 (segons Robert Fisk) a 40.000 (segons el Comitè de Drets Humans de Síria). Al voltant de 1.000 soldats sirians van morir durant l'operació i gran part de l'antiga ciutat va ser destruïda. Al costat a esdeveniments com la massacre de Setembre Negre a Jordània, l'atac ha estat descrit com un «dels actes individuals més mortífers comès per algun govern àrab contra el seu propi poble en el modern Orient Mitjà ». La majoria de les víctimes van ser civils.